# Gdańsk Politechnika
Gdańsk Politechnika – przystanek Szybkiej Kolei Miejskiej (SKM) leżący we Wrzeszczu Dolnym, bardzo blisko granicy z Aniołkami i Młyniskami.

## Ruch pasażerski
| Rok  | Wymiana roczna | Wymiana pasażerska na dobę | miejsce w Polsce |
| ---- | -------------- | -------------------------- | ---------------- |
| 2017 |                | 4 000 – 5 000              |                  |
| 2018 |                | 5 000 – 6 000              | 52               |
| 2019 |                | 5 000 – 6 000              |                  |
| 2020 |                | 4 000 – 5 000              |                  |
| 2021 |                | 5 000 – 6 000              |                  |
| 2022 |                | 5 000 – 6 000              | 63               |

## Opis

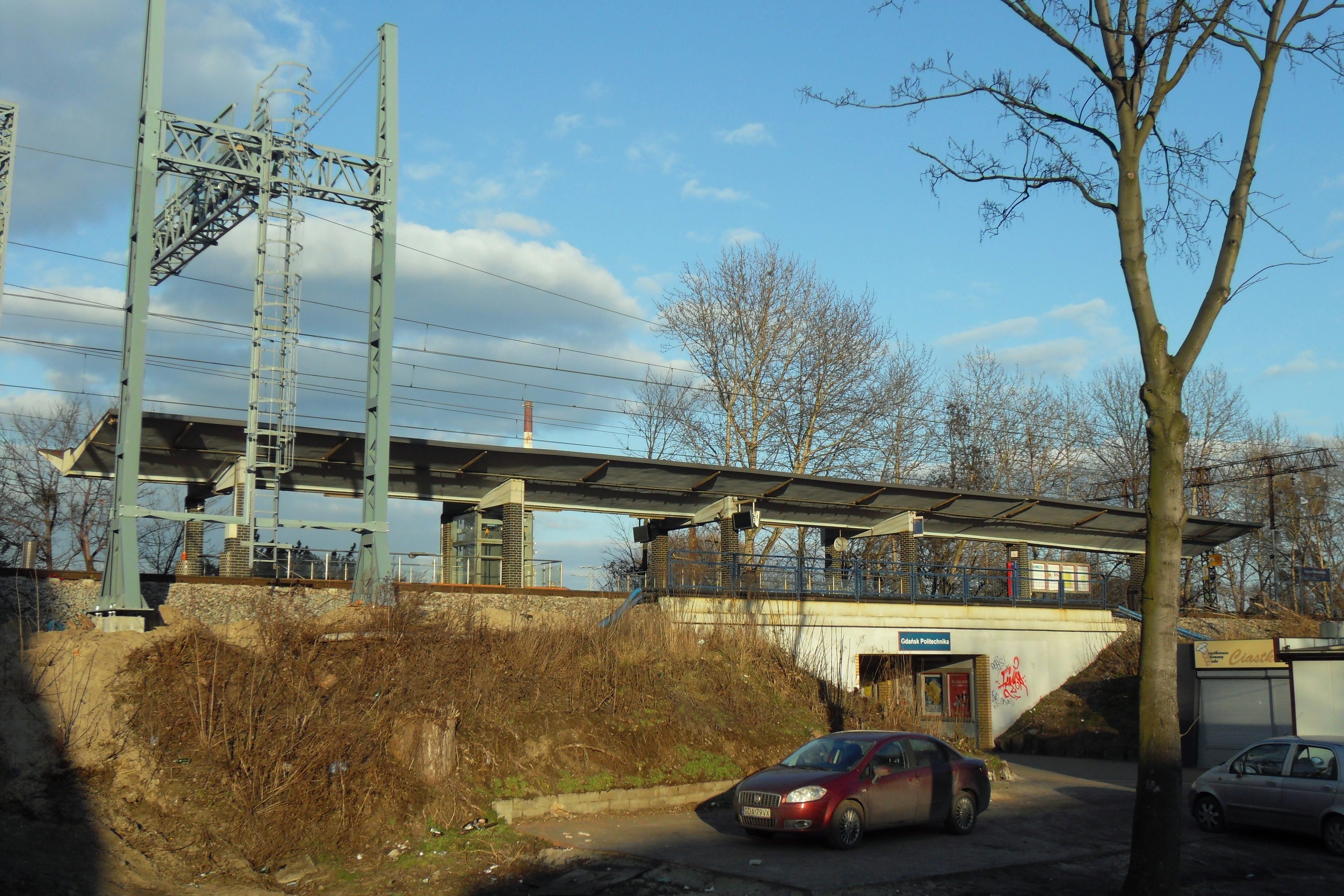
Przystanek i wejście do tunelu

Przystanek posiada jedno wejście podziemne - poprzez tunel obsługujący wyłącznie ruch pieszy, będący częścią deptaku łączącego ul. Kliniczną z ul. Trubadurów, a dalej także z al. Zwycięstwa. Na samym peronie znajdują się kasowniki i tablice informacyjne z rozkładem jazdy SKM dla przystanku Gdańsk Politechnika.
Przystanek jest częścią ważnego węzła komunikacyjnego - węzła Kliniczna, z którego odgałęzia się od linii głównej Gdańsk Główny - Wejherowo, obecnie nieczynna linia do Nowego Portu.
Od otwarcia linii SKM w 1952 do lat 60. XX wieku przystanek nosił nazwę Gdańsk Nowa Szkocja.

## Sąsiedztwo
Wybrane obiekty nie dalej niż w promieniu 1 kilometra:
- kolejowy budynek mieszkalny z lat 20. XX wieku (ul. Kliniczna 2), obecnie zdewastowany[5]